# Balad Air Base

i8
i11
i13
Die Balad Air Base, vom 15. Juni 2008 bis 8. November 2011 Joint Base Balad und davor Logistics Support Area Anaconda (LSA Anaconda oder Camp Anaconda, ICAO-Code: ORBD), war bis zum Abzug der US-amerikanischen Truppen im Dezember 2011 einer der größten US-amerikanischen Militärstützpunkte im Irak. Das 3. Sustainment Command (Expeditionary) der US Army sowie das 332. Air Expeditionary Wing der US Air Force hatten dort ihr Hauptquartier. Der Stützpunkt war das zentrale Logistikzentrum der US-Streitkräfte im Irak und zeitweise der aktivste Militärflugplatz der USA weltweit.

## Der Stützpunkt

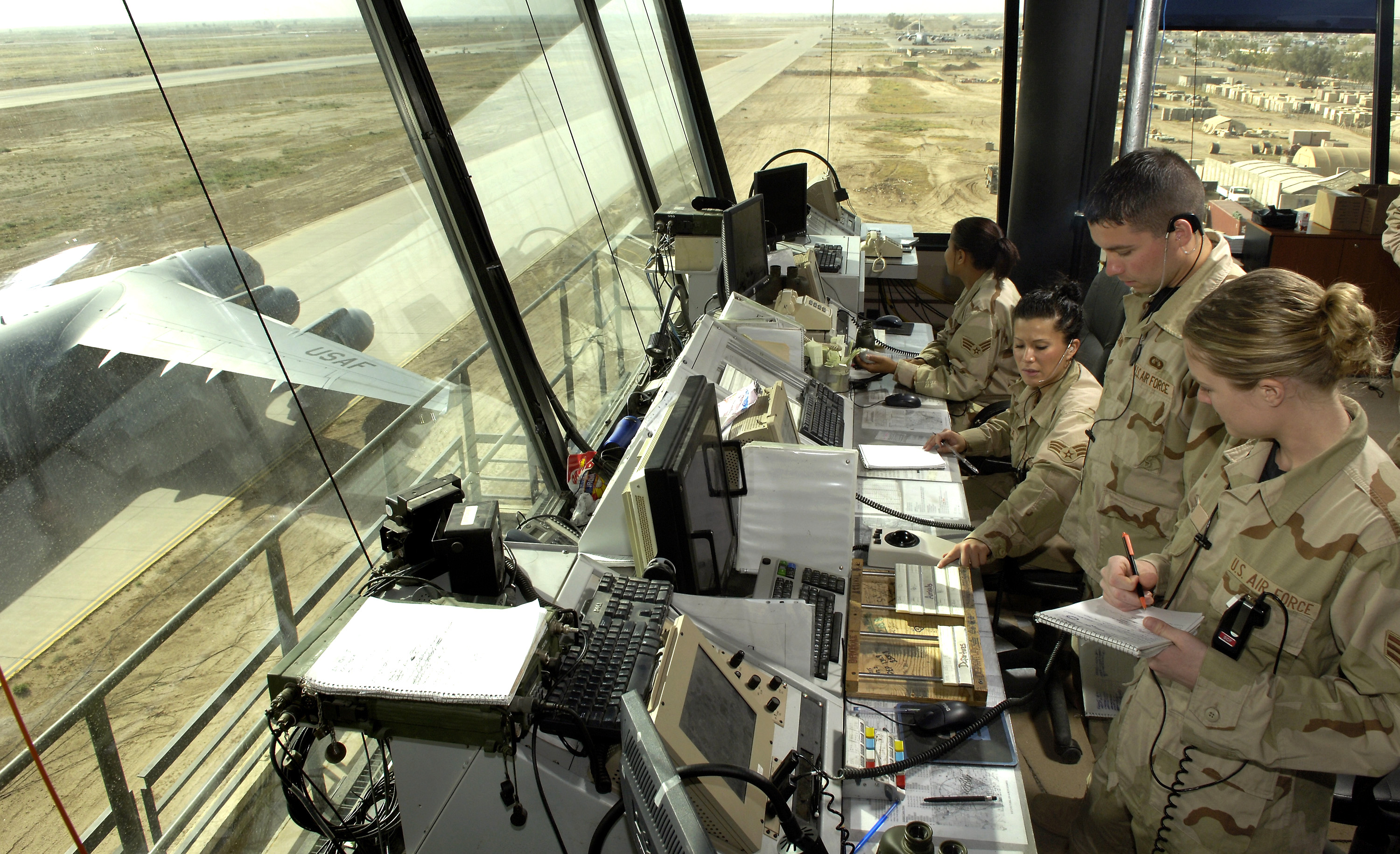
Der Tower des Flughafens von innen

Die Basis liegt etwa 110 Kilometer nördlich von Bagdad, im sogenannten Sunnitischen Dreieck nahe Balad.
Im Gegensatz zu den meisten anderen Militärstützpunkten sind dort unter anderem Schwimmbäder, ein Kino oder Fast-Food Restaurants vorhanden. Die Basis ist ein beliebtes Besuchsziel für Prominente und Politiker, die den Irak besuchen. Das an die Basis angeschlossene Militärkrankenhaus rühmt sich selbst mit einer Überlebensrate von 96 % für eingelieferte amerikanische und irakische Truppen.
Die Basis war vor allem 2004 beinahe tägliches Ziel von Mörserangriffen, die meist jedoch nur die Freiflächen zwischen den Startbahnen trafen. Allerdings kam es vereinzelt auch zu Verletzten und Toten durch die Angriffe. Bis Mitte 2006 sank die Rate der Angriffe um etwa 40 %. Aufgrund der häufigen Angriffe ist die Basis unter den Soldaten auch als „Mortaritaville“ bekannt, allerdings wurde diese Bezeichnung noch für weitere Stützpunkte verwendet.

## Zwischenfälle
- Am 9. Januar 2007 stürzte eine moldawische Chartermaschine des Typs Antonow An-26B-100 der AerianTur-M (Luftfahrzeugkennzeichen ER-26068) 2,5 Kilometer vor der Landebahn der Air Base ab. Dabei wurden 34 der 35 Insassen getötet.[1]

- Am 19. September 2009 stürzte ein US-Army-Hubschrauber des Typs Sikorsky UH-60A (79-23272) bei widrigen Wetterverhältnissen im Anflug ab. Einer der dreizehn Insassen wurde getötet.[2]